# Морнарички истражитељи: Лос Анђелес (9. сезона)
Девета сезона америчко полицијо-процедуралне драме МЗИС: Лос Анђелес је емитована од 1. октобра 2017. до 20. маја 2018. године на каналу ЦБС. Сезона садржи 24 епизоде и 200. епизоду серије. Ниа Лонг се придружила главној постави као Шеј Мозли у деветој сезони након смрти Мигела Ферера.

## Опис
Ниа Лонг се придружила главној постави на почетку сезоне.

## Улоге
- Крис О’Донел као Гриша Кален
- Данијела Руа као Кензи Блај
- Ерик Кристијан Олсен као Мартин А. Дикс
- Берет Фоа као Ерик Бил
- Рене Фелис Смит као Нел Џоунс
- Ниа Лонг као Шеј Мозли
- Линда Хант као Хенријета Ленг
- Ел Ел Кул Џеј као Сем Хана

## Епизоде
| Бр. у серији | Бр. у сезони | Наслов                        | Редитељ             | Сценариста                     | Пpемијерно емитовање | Прод. код | Бр. гледалаца (у милионима) |
| --- | ------------ | ----------------------------- | ------------------- | ------------------------------ | -------------------- | --------- | --------------------------- |
| 193 | 1            | "Непозвани на журку"          | Џон Питер Кјузакис  | Р. Скот џемил                  | 1. октобар 2017.     | 901       | 8.95                        |
| Пошто је Хети предала хартије за пензију, Шеј Мозли је дошла у Лос Анђелес да надгледа екипу и увела је значајне промене. Сем је навалио да Кален нађе новог ортака. У међувремену, екипа истражује смрт јужнокорејског агента који је истраживао ракетни програм Северне Кореје.Прва појава Шеј Мозли.                                                                                     |              |                               |                     |                                |                      |           |                             |
| 194 | 2            | "Шаљивџија је умро"           | Рик Танел           | Кајл Харимото                  | 8. октобар 2017.     | 825       | 8.46                        |
| Кад је ћерка злогласног кривотворца стигла у Лос Анђелес, Сем је послат на тајни задатак као финансијер, а Кален сарађује са Аном како би открили нову шему породице. Хети је приказана у Хо Ши Мину у Вијетнаму где јој је један затворски чувар дозволио да разговара са Харисом Кином.                                                                                                   |              |                               |                     |                                |                      |           |                             |
| 195 | 3            | "Имовина"                     | Тавниа Меккирнан    | Кајл Харимото                  | 15. октобар 2017.    | 902       | 8.65                        |
| Током истраге убиства поручнице војне на одсуству у Лос Анђелесу, екипа МЗИС-а је открила поверљиве надзорне податке које је прошверцовала у град које би могле бити продате неком страном купцу. У међувремену, Сем је одлучио да прода кућу. |              |                               |                     |                                |                      |           |                             |
| 196 | 4            | "Јавно место"                 | Денис Смит          | Џозеф К. Вилсон                | 22. октобар 2017.    | 903       | 8.18                        |
| Кад је оружје уличне вредности од милион долара украдено, екипу су докази довели до богатог добротворног догађаја због чега је Мозлијева морала да буде додата на списак званица, а Кален и Сем су пошли као обезбеђење. |              |                               |                     |                                |                      |           |                             |
| 197 | 5            | "Маунтбенк (1. део)"          | Теренс О’Хара       | Џордана Луис Џеф               | 29. октобар 2017.    | 904       | 7.50                        |
| Сем је отишао на тајни задатак као трговац када је познати улагачки штедионичар повезан са једним руским моћником убијен. Такође, једно од Каленових лажних имена постало је жртва крађе кредитне картице, а Мозлијева брине да то значи да ће бити нешто горе. |              |                               |                     |                                |                      |           |                             |
| 198 | 6            | "Могу ли добити сведока?"     | Џејмс Хенлон        | Чед Мазеро                     | 5. новембар 2017.    | 826       | 8.03                        |
| Детективка ЛА СУП-а Вајтинг је замолила Дикса за услугу кад се његов последњи ортак одметнуо, а само Дикс може да га доведе. Хети је замало отета због места где се налази 40 милиона у златним полугама, али ју је спасио један монах будиста. |              |                               |                     |                                |                      |           |                             |
| 199 | 7            | "Лансирни положај"            | Џејмс Вајтмор мл.   | Френк Милитари                 | 12. новембар 2017.   | 905       | 7.86                        |
| Кад је ваздухопловни капетан са којим се Кензи давно забављала упао у објекат за лансирање ракета, Кензи је пребачена на то место да помогне у спречавању коришћења нуклеарног оружја. |              |                               |                     |                                |                      |           |                             |
| 200 | 8            | "Овако ми радимо"             | Џон Питер Кјузакис  | Р. Скот Џемил                  | 19. новембар 2017.   | 906       | 6.95                        |
| Кад је скупина избеглица и цариника заклана близу границе са Кампом Пендлтоном, екипа је открила да су убице тамо због једног њиховог старог непријатеља. Нел мора да ради са својом старијом сестром Сидни која вили да шефује, а која је аналитичарка Државне безбедности. |              |                               |                     |                                |                      |           |                             |
| 201 | 9            | "Превари ме двапут"           | Бени Бум            | Ендру Бартлс                   | 26. новембар 2017.   | 907       | 7.64                        |
| Кален и екипа истражују Џоелину позадину након што је она избегла отмицу и обратила се њему за помоћ. |              |                               |                     |                                |                      |           |                             |
| 202 | 10           | "Странкиња"                   | Ерик Пот            | Ерин Бродхерст                 | 10. децембар 2017.   | 908       | 7.53                        |
| Екипа прати добро обучену плаћеницу Пјетру Реј која је одлучна да освети очеву смрт тако што ће убити једног бразилског дипломату. У међувремену, Дикс помаже мајчином дечку Гају око крађе. |              |                               |                     |                                |                      |           |                             |
| 203 | 11           | "Све је сјајно"               | Руба Нада           | Чед Мазеро                     | 17. децембар 2017.   | 909       | 7.21                        |
| Екипа истражује насумични напада због ког је нестала струја, а град остао одузет. Сем се бори да пронађе начин да са породицом прослави празник након супругине смрти. |              |                               |                     |                                |                      |           |                             |
| 204 | 12           | "Под притиском"               | Дајана К. Валентајн | Џо Сакс                        | 7. јануар 2018.      | 911       | 7.87                        |
| Након што је напалм откривен на месту злочина, екипа истражује једину жртву због повезаности са тероризмом. |              |                               |                     |                                |                      |           |                             |
| 205 | 13           | "Заточеници (1. део)"         | Џејмс Хенлон        | Р. Скот Џемил                  | 14. јануар 2018.     | 910       | 9.12                        |
| Ерик и Нел су прнашли шифровану поруку коју је Хети оставила у књизи и која указује на град Хо Ши Мин у Вијетнаму. На први поглед, они су се сукобили са Мозлијевом док покушавају да открију шта Хети ради тамо, али се Мозлијева вратила и донела им карте за Вијетнам. У међувремену, Хети покушава да изгледа лудо док је испитује "купац" који тражи један тајни податак који она има. |              |                               |                     |                                |                      |           |                             |
| 206 | 14           | "Збогом, Вијетнаме (2. део)"  | Џон Питер Кјузакис  | Р. Скот Џемил                  | 11. март 2018.       | 912       | 8.03                        |
| Екипа ОПР-а мора да ради са Хетином старом јединицом како би је пронашла пре него што буде продата, а Нел и Ерик са Сидни како би открили податак који би помогао екипи. |              |                               |                     |                                |                      |           |                             |
| 207 | 15           | "Обавезе"                     | Лили Мари           | Кајл Харимото                  | 18. март 2018.       | 913       | 8.02                        |
| Екипа ради на једном старом случају који их је довео до Гренџерове отуђене ћерке Џенифер Ким која је можда једина која може да им помогне даR спрече одметнутог севернокорејског агента да изазове терористички напад у Лос Анђелесу. Хети се привикава на ОПР после повратка, поготово на Мозлијеву. На крају епизоде су Кален и Сем сазнали да је Гренџер умро.                           |              |                               |                     |                                |                      |           |                             |
| 208 | 16           | "Ратник мира"                 | Теренс Најтингел    | Ендру Бартлс                   | 25. март 2018.       | 914       | 8.58                        |
| Каленов отац ј ухапшен као део размене за два америчка фотографа која су у заробљеништву у Ирану. |              |                               |                     |                                |                      |           |                             |
| 209 | 17           | "Чудовиште"                   | Денис смит          | Адам Џорџ Ки и Френк Милитари  | 1. април 2018.       | 915       | 7.12                        |
| Док су истраживали случај нестале особе, екипа је открила убицу који прави преносе уживо за воајере који добро плаћају. |              |                               |                     |                                |                      |           |                             |
| 210 | 18           | "Бреме прошлости (2. део)"    | Џејмс Вајтмор мл.   | Џордана Луис Џеф               | 8. април 2018.       | 916       | 8.14                        |
| МЗИС сарађује са Биром за алкохол, дуван, ватрена оружја и динамит (БАДВОД-ом) на случају када се злогласни међународни трговац оружјем вратио у Државе. |              |                               |                     |                                |                      |           |                             |
| 211 | 19           | "Ван црта"                    | Сузан Салц          | Џозеф К. Вилсон                | 22. април 2018.      | 917       | 7.57                        |
| Сем и Хидокова су послати на тајни задатак када је банка криптовалута опљачкана за 10 милиона у кодовима битновчића. |              |                               |                     |                                |                      |           |                             |
| 212 | 20           | "Повратак"                    | Ерик Пот            | Ли А. Карлајл и Ендру Бартлс   | 29. април 2018.      | 918       | 7.62                        |
| Екипа је у потрази за строго поверљивим делом који је нестао у неуспелом лансирању ракете. |              |                               |                     |                                |                      |           |                             |
| 213 | 21           | "Где сви знају како се зовеш" | Рик Танел           | Чед Мазеро и Џордана Луис Џеф  | 6. мај 2018.         | 919       | 7.71                        |
| МЗИС у здруженој истрази са ФБИ-јем истражује смрт војника који је можда умро од прекомерне количине дроге. |              |                               |                     |                                |                      |           |                             |
| 214 | 22           | "Освета"                      | Јангзом Брауен      | Ерин Бродхерст и Кајл Харимото | 13. мај 2018.        | 920       | 7.32                        |
| МЗИС истражује убиство савезне осуђенице која је била усвојена ћерка злогласног кривотворца. Такође, Кален је позван на саслушање у одбору Унутрашње контроле Бироа за алкохол, дуван, ватрена оружја и динамит (БАДВОД-а) како би се расправило о поступцима Ане Колчек током здруженог случама МЗИС-а и БАДВОД-а.                                                                         |              |                               |                     |                                |                      |           |                             |
| 215 | 23           | "Црта на песку (1. део)"      | Френк Милитари      | Френк Милитари                 | 20. мај 2018.        | 921       | 7.82                        |
| После пуцњаве у којој је Сем рањен, екипа је дошла до трага о Спенсеру Вилијамсу, трговцу оружјем код кога је син Мозлијеве − што их је забринуло јер је Мозлијева запретила да ће радити на своју руку како би вратила сина. |              |                               |                     |                                |                      |           |                             |
| 216 | 24           | "Без излаза (2. део)"         | Џон Питер Кјузакис  | Џо Сакс и Р. Скот Џемил        | 20. мај 2018.        | 922       | 7.82                        |
| Упркос томе што је неколико чланова екипе опасно задржано, МЗИС је отпутовао у Мексико на јако ризичан задатак како би пронашао и спасио сина Мозлијеве. Такође, када је пронађена тајанствена гомила пепела, екипа је почела да брине шта је са Хидоковом. |              |                               |                     |                                |                      |           |                             |

## Пријем
Девета сезона заузела је 23. место са укупно 10,50 милиона гледалаца.